# Dangerous (album av Michael Jackson)
Dangerous är ett studioalbum av Michael Jackson, utgivet den 26 november 1991. Ljudeffekter har använts mycket i Jacksons musik tidigare men på detta album har han gått steget längre då många ljudeffekter används som musikaliska element i musiken. Albumet såldes i över 32 miljoner exemplar världen över. Den största hiten från detta album blev Black or White som följdes med en revolutionerande musikvideo. De sista fyra minuterna innehöll den legendariska och kontroversiella "Panter-dansen" som följdes av kontroverser.
Liksom förra albumet Bad så valde man att satsa på många musikvideor. Av 14 låtar hade man 9 musikvideor varav Jackson syns i åtta av dem.

## Låtlista
Alla låtar är skrivna av Michael Jackson om inget annat namn anges.
1. "Jam" (Michael Jackson, René Moore, Bruce Swedien, Teddy Riley) – 5:39
2. "Why You Wanna Trip on Me" (Teddy Riley, Bernard Belle) – 5:25
3. "In the Closet" (Michael Jackson, Teddy Riley) – 6:32
4. "She Drives Me Wild" (Michael Jackson, Teddy Riley, rap skriven av Aqil Davidson) – 3:41
5. "Remember the Time" (Teddy Riley, Michael Jackson, Bernard Belle) - 4:00
6. "Can't Let Her Get Away" (Michael Jackson, Teddy Riley) – 5:00
7. "Heal the World" (Michael Jackson) – 6:25
8. "Black or White" (Michael Jackson, rap skriven av Bill Bottrell) – 4:16
9. "Who Is It"  (Michael Jackson) – 6:34
10. "Give In to Me" (Michael Jackson, Bill Bottrell) – 5:29
11. "Will You Be There" (Michael Jackson) – 7:39
12. "Keep the Faith" (Glen Ballard, Siedah Garrett, Michael Jackson) – 5:57
13. "Gone Too Soon" (Larry Grossman, Buz Kohan) – 3:24
14. "Dangerous" (Michael Jackson, Bill Bottrell, Teddy Riley) – 7:00

### Special Edition
Innehåller inga extralåtar eller intervjuer, bara ett nytt häfte med nya bilder och uppdaterad kvalitet på låtarna.